# Union populaire (Italie)
Pour les articles homonymes, voir Union populaire.
L'Union populaire (en italien Unione popolare) est un petit parti politique centriste italien fondé en 2010, dont le siège est situé via Aurelia 145, à Rome.

## Principes
L'Union populaire s'inspire des principes de la laïcité, de la démocratie, de l'unité italienne et des profondes valeurs chrétiennes et de la solidarité humaine.
Le parti adhère au Parti populaire européen (art. 1er de son statut). Son symbole est constitué par son slogan - « Libres et forts » -  et « Unione popolare » écrits en blanc. Ses couleurs sont le blanc, le vert et le bleu.

## Secrétaire national
Maria di Prato, 48 ans en 2010, en est le secrétaire national (en charge jusqu'à l'organisation du congrès). Après avoir été démocrate-chrétienne et la plus jeune candidate à une mairie d'Italie en 1990, elle abandonne la politique en 1993, avec la désagrégation de la DC. En 2003, elle est élue présidente nationale du Mouvement pour le Mérite. De 2002 à 2008, elle fait partie du directoire de Confindustria. Diplômée en pédagogie et philosophie à l'université La Sapienza de Rome, avec une thèse sur Platon et les philosophes grecs. En 2008, elle devient responsable nationale de l'Union de Centre pour le département du mérite de ce parti qu'elle quitte en 2010.

## Historique
L'Union populaire promeut le référendum abrogatif italien de 2012.